# Time of the Apes
Time of the Apes (SFドラマ 猿の軍団, Esuefu dorama saru no gundan) is een Japans-Amerikaanse film, opgenomen in 1974 en geproduceerd in 1987. De film werd geproduceerd door Tsubaraya Productions.

## Verhaal
Aan het begin van de film bezoekt een groep schoolkinderen met hun lerares een laboratorium, dat gerund wordt door de oom van een van de kinderen, Johnny. Ze krijgen onder andere een rondleiding door een kamer waar capsules staan om iemand cryogeen in te vriezen.
Wanneer er plotseling een zware aardbeving losbarst, zoeken Johnny, Caroline en Catherine (een medewerkster van het lab) een schuilplaats in de capsules. Deze worden per ongeluk geactiveerd, en de drie worden ingevroren.
Een onbekende tijd later (mogelijk honderden jaren) worden ze weer ontdooid. De wereld ziet er nog grotendeels hetzelfde uit, behalve dat de mensheid vrijwel geheel is uitgeroeid en intelligente apen nu de dominante soort zijn. De drie worden gezien als gevaarlijk, en opgejaagd door het leger. Er ontstaat een kat-en-muisspel waarbij de drie proberen aan de apen te ontkomen.
De drie komen uiteindelijk in contact met Godo, een menselijke kluizenaar die bij de apen bekendstaat als een gevreesde krijger. Ook krijgen ze hulp uit onverwachte hoek van een vliegende schotel, die blijkbaar afkomstig is van een ander ras dat in oorlog leeft met de apen.

## Cast
| Acteur          | Personage                          |
| --------------- | ---------------------------------- |
| Reiko Tokunaga  | Catherine                          |
| Hiroko Saito    | Caroline                           |
| Masaaki Kaji    | Johnny                             |
| Hitoshi Omae    | Commander (Cabinet Minister Bippu) |
| Tetsuya Ushio   | Gôdo                               |
| Baku Hatakeyama | Police Chief Gebar / Gebâ          |
| Kazue Takita    | Pepe                               |

## Achtergrond
De film is een samenvoeging van een aantal afleveringen van een Japanse televisieserie genaamd Saru no gundan. Sandy Frank voegde de afleveringen samen tot een film voor de Amerikaanse markt.
De film werd bespot in de televisieserie Mystery Science Theater 3000. Veel van de humor was vooral gericht tegen het personage Johnny.
De film was duidelijk op de Planet of the Apes-reeks geïnspireerd. 